# منافسة أرسنال وتشيلسي
المنافسة بين أرسنال وتشيلسي أو ديربي شمال غرب لندن هو تنافس بين ناديي كرة القدم المحترفين في لندن نادي أرسنال ونادي تشيلسي. يلعب نادي أرسنال مبارياته على أرضه في ملعب الإمارات، في حين يلعب نادي تشيلسي مبارياته على أرضه في ملعب ستامفورد بريدج.
بشكل عام، فاز أرسنال بعدد أكبر من المباريات في تاريخ المنافسة، حيث فاز 84 مرة مقابل 66 لتشيلسي، مع 61 تعادلًا (حتى 16 مارس 2025). كان فوز أرسنال القياسي هو فوز 5–0 في مباراة الدوري الإنجليزي الممتاز على ملعب الإمارات في 23 أبريل 2024، وكان فوز تشيلسي القياسي هو فوز 6–0 على ملعب ستامفورد بريدج في الدوري الإنجليزي الممتاز في 22 مارس 2014. يحمل ديدييه دروغبا الرقم القياسي لأكبر عدد من أهداف الديربي بواقع 13 هدفًا في جميع المسابقات.
خاض الناديان خمس نهائيات كبرى: نهائي كأس الاتحاد الإنجليزي 2002، والذي فاز به أرسنال 2–0، ونهائي كأس الرابطة 2007، والذي فاز به تشيلسي 2–1، ونهائي كأس الاتحاد الإنجليزي 2017، والذي فاز به أرسنال 2–1، ونهائي الدوري الأوروبي 2019، والذي فاز به تشيلسي 4–1، ونهائي كأس الاتحاد الإنجليزي 2020، والذي فاز به أرسنال 2–1.

## خلفية
على الرغم من أنهما لم يعتبرا بعضهما البعض منافسين رئيسيين، باعتبارهما اثنين من أكبر وأنجح الأندية في لندن، فقد كانت هناك دائمًا علاقة قوية بين المشجعين يعود تاريخها إلى ثلاثينيات القرن العشرين. وكانت المباريات بينهما تجذب في كثير من الأحيان حضورا جماهيريا كبيرا.
وقد تم اعتبار المنافسة بين أرسنال وتشيلسي في الآونة الأخيرة بمثابة ديربي مهم، بعد صعود تشيلسي إلى الدرجة الأولى في الدوري الإنجليزي الممتاز في العقد الأول من القرن الحادي والعشرين، عندما بدأ الاثنان في التنافس باستمرار على لقب الدوري الإنجليزي الممتاز.
وفقًا لمسح أجري على الإنترنت بين المشجعين في ديسمبر 2003، قال مشجعو الأرسنال الذين استجابوا للاستطلاع إنهم يعتبرون تشيلسي منافسهم الثالث، بعد مانشستر يونايتد وتوتنهام هوتسبير.
قال مشجعو تشيلسي الذين شاركوا في الاستطلاع إنهم يعتبرون أرسنال منافسهم الرئيسي، إلا أن توتنهام وفولهام هما منافسيهم الأكثر تقليدية.
في استطلاع أجرته هيئة تعداد مشجعي كرة القدم عام 2008، وصف مشجعو نادي أرسنال نادي تشيلسي بأنه النادي الذي يكرهونه أكثر من غيره، متقدمين على منافسهم التقليدي توتنهام. أطلق مشجعو تشيلسي على نادي أرسنال لقب ثاني أكثر نادي يكرهونه، بعد نادي ليفربول. صنفت مقالة في بليتشر ريبورت عام 2014 نادي أرسنال باعتباره ثاني أكثر منافس مكروه لتشيلسي.

## التاريخ
أُقيم أول لقاء بين الفريقين في الدوري في 9 نوفمبر 1907 في ستامفورد بريدج. كانت هذه أول مباراة في دوري الدرجة الأولى لكرة القدم بين ناديين من لندن وحضرها 65000 متفرج. استقطبت مباراة بين الناديين في ستامفورد بريدج عام 1935 جمهورًا بلغ 82،905 متفرجًا،  وهو ثاني أعلى حضور مسجل لمباراة في الدوري الإنجليزي. وقد التقيا في مباراتين متتاليتين في نصف نهائي كأس الاتحاد الإنجليزي في الخمسينيات من القرن الماضي، وفاز أرسنال في المرتين. في الستينيات، سيطر تشيلسي على الدوري بـ14 فوزًا وتعادلين وخسارتين فقط خلال العقد.
التقى الفريقان في ربع نهائي دوري أبطال أوروبا 2003–04، وفاز تشيلسي 3–2 في مجموع المباراتين ليتأهل إلى الدور نصف النهائي.
في عام 2006، أدى انتقال أشلي كول من أرسنال إلى تشيلسي إلى تأجيج المنافسة، حيث تم القبض على كول وهو يجتمع بمسؤولي تشيلسي قبل أشهر.
كانت مباراة نهائي كأس رابطة الأندية الإنجليزية المحترفة 2007 واحدة من أكثر الحوادث شهرة. شهدت المباراة مشاجرة بين فرانك لامبارد وسيسك فابريغاس وآخرين، مما أدى إلى إشهار البطاقة الصفراء للاعبين وطرد ثلاثة لاعبين آخرين، وطرد إيمانويل أديبايور، وحوادث قيام جماهير تشيلسي بإلقاء الكرفس على لاعبي أرسنال. وهذا دفع وسائل الإعلام إلى تسميتها بـ"نهائي كأس سنارلينغ". إنتهت المباراة بفوز تشيلسي بنتيجة 2–1.
في 27 ديسمبر 2010، دخل تشيلسي إلى الإمارات بعد فوزه على أرسنال خمس مرات متتالية بفارق أهداف 13–2، لكن أرسنال فاز بالمباراة 3–1.
في 29 أكتوبر 2011، فاز أرسنال 5–3 على ملعب ستامفورد بريدج بعد أن تأخر مرتين، حيث سجل روبين فان بيرسي هدفين في اللحظات الأخيرة وأكمل ثلاثيته. تعتبر هذه المباراة على نطاق واسع واحدة من أفضل المباريات التي لا تنسى بين الجانبين.

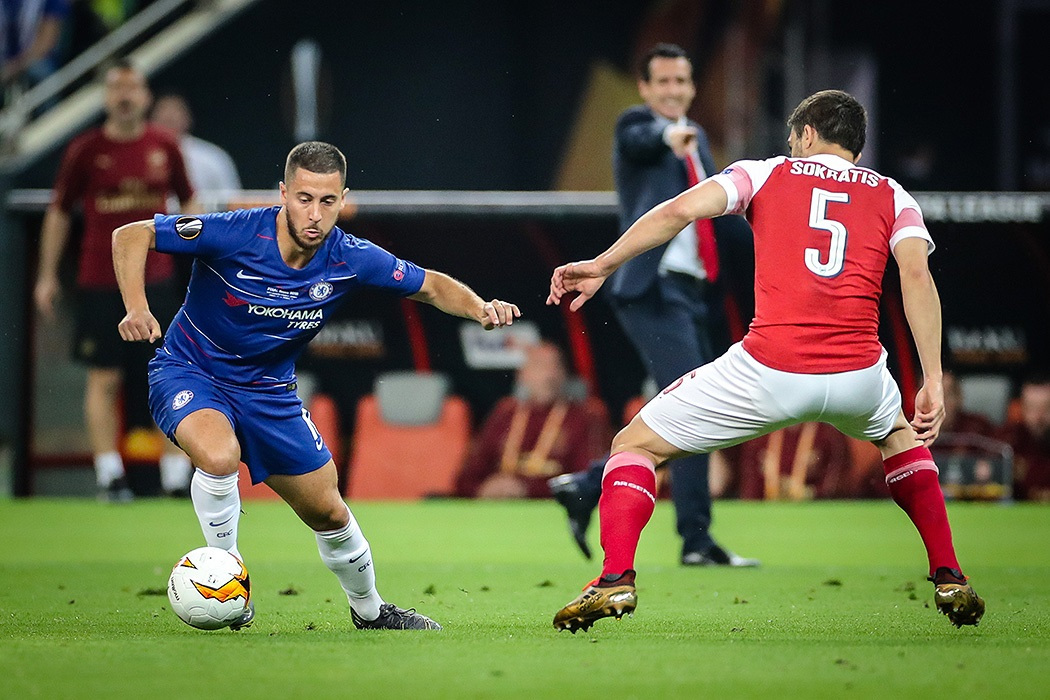
في مايو 2019، تنافس الفريقان في نهائي الدوري الأوروبي.

في 22 مارس 2014، في المباراة رقم 1000 لأرسين فينغر على رأس الفريق، فاز تشيلسي بنتيجة 6–0. كان هذا أكبر عدد من الأهداف سجلها تشيلسي ضد أرسنال، وأكبر فارق انتصار لتشيلسي على أرسنال، وأكبر فارق هزيمة مشترك عانى منه فينغر في أرسنال. ومن بين الأحداث البارزة في المباراة تقدم تشيلسي بثلاثة أهداف في غضون 15 دقيقة، بالإضافة إلى طرد كيران غيبس من قبل الحكم أندريه مارينر بسبب لمسة يد ارتكبها زميله في الفريق أليكس أوكسليد-تشامبرلين.
في 5 أكتوبر 2014، فاز تشيلسي على أرسنال 2–0، وهو ما يعني أن مدرب أرسنال فينغر لم يتمكن من الفوز على جوزيه مورينيو في اثنتي عشرة محاولة. وشهدت هذه المباراة أيضًا مشاركة قائد أرسنال السابق سيسك فابريغاس لأول مرة ضد ناديه السابق تشيلسي، حيث سجل تمريرة حاسمة في هدف دييغو كوستا. ومع ذلك، فإن المباراة هي الأكثر شهرة بسبب الشجار على خط التماس الذي حدث بين المديرين في المنطقة الفنية خلال المباراة الشرسة. في 2 أغسطس 2015، سجل فينغر أخيرًا فوزًا على مورينيو، حيث هزم تشيلسي 1–0 في درع المجتمع الإنجليزي 2015.
في 24 سبتمبر 2016، فاز أرسنال على تشيلسي بنتيجة 3–0 في ملعب الإمارات. كانت هذه هي المرة الأولى التي يسجل فيها أرسنال في مرمى تشيلسي منذ عام 2013، وأول فوز لأرسنال على البلوز منذ عام 2011 في الدوري الإنجليزي الممتاز. تم تسجيل الأهداف الثلاثة في الشوط الأول عن طريق أليكسيس سانشيز وثيو والكوت ومسعود أوزيل. وكان هذا أكبر فوز لأرسنال على تشيلسي منذ عام 1997.
التقى الفريقان في نهائي كأس الاتحاد الإنجليزي 2017، حيث فاز أرسنال بكأس الاتحاد الإنجليزي للمرة الثالثة عشر في تاريخه بفوزه على تشيلسي 2–1. كرر أرسنال هذا الإنجاز في درع المجتمع الإنجليزي 2017، حيث فاز 4–1 بركلات الترجيح بعد انتهاء المباراة بالتعادل 1–1. وكانت هذه أيضًا المرة الأولى التي يستخدم فيها الاتحاد الإنجليزي لكرة القدم نظام تنفيذ ركلات الجزاء "أبا". في 29 مايو 2019، التقى الفريقان في أول نهائي أوروبي لهما على الإطلاق، وذلك في الدوري الأوروبي، حيث فاز على أرسنال 4–1 وتشيلسي ليحصد لقبه الثاني في المسابقة. كانت المباراة أيضًا هي المباراة الأخيرة في مسيرة بيتر تشيك، الذي لعب لكلا الفريقين بين عامي 2004 و2019. في الموسم التالي، تنافس أرسنال وتشيلسي في نهائي كأس الاتحاد الإنجليزي مرة أخرى، والذي انتهى بفوز أرسنال 2–1 بهدفين من بيير إيميريك أوباميانغ، ليضمن لقبه الرابع عشر.
في الدوري الإنجليزي الممتاز 2020–21، حقق آرسنال أول ثنائية له في الدوري الإنجليزي الممتاز على تشيلسي منذ 2003–04 بعد فوزه في المباراتين من الموسم.

## اللاعبون الذين لعبوا أو أداروا كلا الفريقين
فيما يلي اللاعبون والمديرون الذين لعبوا أو أداروا كلا الناديين.

### أرسنال ثم تشيلسي
- ساندي ماكفارلين (كلاعب: أرسنال 1896–1897; تشيلسي 1913–1914)
- جيمي شارب (كلاعب: أرسنال 1905–1908. تشيلسي 1912–1915)
- ليسلي نايتون (كمدرب: أرسنال 1919–1925. تشيلسي 1933–1939)
- بوب تورنبول (كلاعب: أرسنال 1923–1924; تشيلسي 1925–1928)
- تيد دريك (كلاعب: أرسنال 1934–1945; كمدرب: تشيلسي 1952–1961)
- طومي دوكيرتي (كلاعب: أرسنال 1958–1961; تشيلسي 1961–1962; كمدرب: تشيلسي 1961–1967)
- ألان يونغ (كلاعب: أرسنال 1959–1961; تشيلسي 1961–1969)
- طومي بلدوين (كلاعب: أرسنال 1964–1966; تشيلسي 1966–1974)
- غراهام ريكس (كلاعب: أرسنال 1975–1988; تشيلسي 1995)
- كليف ألين (كلاعب: أرسنال 1980; تشيلسي 1991–1992)
- بيتر نيكولاس (كلاعب: أرسنال 1981–1983; تشيلسي 1988–1991)
- ديفيد روكاستلي (كلاعب: أرسنال 1984–1992; تشيلسي 1994–1998)
- إيمانويل بوتي (كلاعب: أرسنال 1997–2000; تشيلسي 2001–2004)
- نيكولا أنيلكا (كلاعب: أرسنال 1997–1999; تشيلسي 2008–2012)
- أشلي كول (كلاعب: أرسنال 1999–2006; تشيلسي 2006–2014)
- سيسك فابريغاس (كلاعب: أرسنال 2003–2011; تشيلسي 2014–2019)
- أوليفييه جيرو (كلاعب: أرسنال 2012–2018; تشيلسي 2018–2021)
- بيير إيميريك أوباميانغ (كلاعب: أرسنال 2018–2022; تشيلسي 2022–2023)

### تشيلسي ثم أرسنال
- تومي لاوتون (كلاعب: تشيلسي 1945–1947; أرسنال 1953–1955)
- Bill Dickson (كلاعب: تشيلسي 1947–1953; أرسنال 1953–1956)
- جون هولينز (كلاعب: تشيلسي 1963–1975 و1983–1984; أرسنال 1979–1983; كمدرب: تشيلسي 1985–1988)
- George Graham (كلاعب: تشيلسي 1964–1966; أرسنال 1966–1972; كمدرب: أرسنال 1986–1995)
- ستيورات هوستون (كلاعب: تشيلسي 1967–1972; كمدرب مؤقت: أرسنال 1995 و1996)
- ألان هدسون (كلاعب: تشيلسي 1969–1974 و1983–1984; أرسنال 1976–1978)
- Colin Pates (كلاعب: تشيلسي 1979–1988; أرسنال 1990–1993)
- ويليام غالاس (كلاعب: تشيلسي 2001–2006; أرسنال 2006–2010)
- لاسانا ديارا (كلاعب: تشيلسي 2005–2007; أرسنال 2007–2008)
- بيتر تشيك (كلاعب: تشيلسي 2004–2015; أرسنال 2015–2019)
- دافيد لويز (كلاعب: تشيلسي 2011–2014 و2016–2019; أرسنال 2019–2021)
- ويليان (كلاعب: تشيلسي 2013–2020; أرسنال 2020–2021)
- جورجينيو (كلاعب: تشيلسي 2018–2023; أرسنال 2023–2025)
- كاي هافيرتس (كلاعب: تشيلسي 2020–2023; أرسنال 2023–حتى الآن)
- رحيم ستيرلينغ (كلاعب: تشيلسي 2022–حتى الآن; أرسنال على سبيل الإعارة 2024–2025)
- نوني مادويكي (كلاعب: تشيلسي 2023–2025; أرسنال 2025–حتى الآن)